# Julius Mader
Julius Mader (eigentlich Thomas Bergner; * 7. Oktober 1928 in Radzein, Tschechoslowakei; † 17. Mai 2000 in Berlin) war ein deutscher Autor, der als Angehöriger des Ministeriums für Staatssicherheit (MfS) der Deutschen Demokratischen Republik (DDR) Propaganda gegen die Bundesrepublik und andere NATO-Staaten verbreitete.

## Leben und Karriere
Julius Mader wurde als Thomas Bergner geboren und war Sohn eines Angestellten. Im Jahr 1945 gelangte die Familie bei der Vertreibung der Sudetendeutschen aus der Tschechoslowakei nach Deutschland in die sowjetisch besetzte Zone. Mader besuchte die Wirtschaftsoberschule. Es folgte eine Ausbildung zum Textilkaufmann. Danach begann er ein Studium in den Fächern Staats- und Rechtswissenschaften, der Wirtschaftswissenschaft und der Journalistik an der Humboldt-Universität zu Berlin, der Universität Jena und der Hochschule für Binnenhandel in Leipzig. 1955 erwarb er einen Abschluss als Diplom-Ökonom und trat 1958 in die Sozialistische Einheitspartei Deutschlands (SED) ein. Bis 1959 war er stellvertretender Chefredakteur der Zeitschrift Der Handel. Danach nahm er eine Tätigkeit im Binnenhandel auf.
Im Jahr 1960 verpflichtete Mader sich als geheimer Mitarbeiter (GI) für das MfS. Er arbeitete von nun an für die Abteilung Agitation des MfS als freier Schriftsteller unter verschiedenen Decknamen („Dokument“, „Julius“, „X55“, „Jäger“). Ab 1962 war er Offizier im besonderen Einsatz des MfS unter dem Decknamen „Faingold“, ab 1964 im Dienstgrad Major. Die Deutsche Akademie für Staats- und Rechtswissenschaft „Walter Ulbricht“ in Potsdam-Babelsberg promovierte ihn 1965 mit der Arbeit Die Geheimdienste der Deutschen Bundesrepublik und ihre subversive Tätigkeit gegen die Deutsche Demokratische Republik zum Dr. rer. pol. 1970 habilitierte Mader sich an der Humboldt-Universität Berlin mit der gemeinsam mit Albrecht Charisius verfassten Arbeit Entwicklung, System und Arbeitsweise des imperialistischen deutschen Geheimdienstes.
Mader wurden für seine Veröffentlichungen gezielt Informationen vom MfS zur Verfügung gestellt. Wissenschaftlichen Standards genügten viele seiner Schriften wegen fehlender Nachweise und tendenziöser Darstellung unter Anleitung der Abteilung Agitation des MfS nicht. Korrekte Informationen stehen neben Halbwahrheiten und Vermutungen, teilweise auch neben gezielten Lügen. So behauptete Mader in seinem Buch Die graue Hand, die Organisation Gehlen sei am Aufstand vom 17. Juni 1953 beteiligt gewesen, was wissenschaftlich widerlegt ist. Maders Schriften umfassten den Zeitraum der NS-Zeit und des Kalten Krieges. Maders insgesamt über 30 Bücher erlebten zusammen genommen 120 Auflagen, wurden in 18 Sprachen übersetzt und über fünf Millionen Mal verkauft. In der Zeitschrift Neue Berliner Illustrierte veröffentlichte er seit 1972 wöchentlich die Kolumne „Geheimdienste“. Zum Tag der Republik verlieh 1988 der Staatsratsvorsitzende Erich Honecker an Mader den Vaterländischen Verdienstorden in Silber. Im Jahr 1989 entließ ihn das MfS.
Bei seinen Schriften ergab sich eine Besonderheit für die Druckmedien der DDR. Denn das Buch Who's who in CIA hatte weder eine Verlagsangabe noch eine Lizenznummer. Mader gab sich als Herausgeber mit der Adresse Dr. Julius Mader, 1066 Berlin W 66, Mauerstr. 66 an. In das Buch waren zwei heraustrennbare Karten eingebunden. Auf der einen konnte man an ihn Korrekturen und Ergänzungen senden, auf der anderen sollte man an ihn weitere Namen von CIA-Agenten oder anderen Geheimdienstbeamten schicken.

## Veröffentlichungen
- Die Selbstbedienung im Lebensmittel-Einzelhandel. Berlin 1960.
- Allens Gangster in Aktion, Berlin 1959 (erweiterte Neuauflage als: Gangster in Aktion – Aufbau und Verbrechen des amerikanischen Geheimdienstes. Berlin 1961).
- Die graue Hand – Eine Abrechnung mit dem Bonner Geheimdienst. Berlin 1960.
- Die Killer lauern. Ein Dokumentarbericht über die Ausbildung und den Einsatz militärischer Diversions- und Sabotageeinheiten in den USA und in Westdeutschland. Berlin 1961.
- Die Jagd nach Dem Narbengesicht – Ein Dokumentarbericht über Hitlers SS-Geheimdienstchef Otto Skorzeny. Berlin 1962.
- Geheimnis von Huntsville. Die wahre Karriere d. Raketenbarons Wernher von Braun. Berlin 1963.
- mit Gerhard Stuchlik und Horst Pehnert: Dr. Sorge funkt aus Tokyo. Ein Dokumentarbericht über Kundschafter des Friedens mit ausgewählten Artikeln von Richard Sorge. Berlin 1965.
- Der Banditenschatz. Ein Dokumentarbericht über den Hitlers geheimen Gold- und Waffenschatz. Berlin 1965.
- Nicht länger geheim – Die Geheimdienste der Deutschen Bundesrepublik und ihre subversive Tätigkeit gegen die DDR. Berlin 1966.
- Who's who in CIA: Ein biographisches Nachschlagewerk über 3000 Mitarbeiter der zivilen und militärischen Geheimdienstzweige der USA in 120 Staaten. Berlin 1968.
- (mit Albrecht Charisius) Nicht länger geheim: Entwicklung, System und Arbeitsweise des imperialistischen deutschen Geheimdienstes. Deutscher Militärverlag, Berlin 1969 (4., überarbeitete Auflage 1980).
- Hitlers Spionagegenerale sagen aus: ein Dokumentarbericht über Aufbau, Struktur und Operationen des OKW-Geheimdienstamtes Ausland/Abwehr mit einer Chronologie seiner Einsätze von 1933 bis 1944. Verlag der Nation, Berlin 1970
- Gelbe Liste: wo ist die CIA? Berlin 1970.
- Les Generaux Espions d’Hitler Deposent. Un Allemand de l’est accuse. Paris 1973.
- Der Banditenschatz. Ein Dokumentarbericht über den geheimen Goldschatz Hitlerdeutschlands. Überarbeitete und ergänzte Ausgabe, Berlin 1973.
- Instruction 37/57. Tatsachen und Hintergründe des Putsches in Chile 1973. Berlin 1974.
- mit Sepp Plieseis: Partisan der Berge. Lebenskampf eines österreichischen Arbeiters. Berlin 1978.
- Neo-colonialist practices of the Federal Republic of Germany in relation to Namibia. Berlin 1978.
- The NATO conspiracy with the South African racists. Berlin 1978.
- NATO backing for Southern Rhodesia's racists. Berlin 1978.
- mit Alexander Blank: Rote Kapelle gegen Hitler. Verlag der Nation, Berlin 1979.
- Spionage, Subversion, „Psycho-Krieg“: Der Bundesnachrichtendienst der BRD im Dienste des Antikommunismus. In: Universitätszeitung: Organ der SED-Kreisleitung Technische Universität Dresden, Nr. 1/1979, 10.1.1979, S. 4.[6]
- Geldscheine als papierene Waffe der Konterrevolution. In: Kulturbund der DDR – Gesellschaft für Heimatgeschichte – Arbeitskreis Geldscheine und Wertpapiere (Hrsg.): Numismatisches Jahrbuch Teil 1. 1981, S. 3–20.
- CIA in Europa. Wesen und verbrecherisches Wirken des Geheimdienstes der USA. Berlin 1982.
- Braune Flut in der BRD: Literatur, Autoren, Verlage und Hintergründe / Eine aktuelle Dokumentation. In: Börsenblatt für den deutschen Buchhandel (Leipzig), Jahrgang 1983 (4 Teile).
- Dr.-Sorge-Report. Militärverlag der DDR, Berlin 1984. (3., überarbeitete Auflage 1986. Auch erschienen als: An geheimer Front: Bericht über Richard Sorge. Pahl-Rugenstein, Köln 1987).
- Pinochets Folterkatalog. Hamburg.
- CIA-Operation Hindu Kush – Geheimdienstaktivitäten im unerklärten Krieg der USA gegen Afghanistan. Militärverlag der DDR, Berlin 1988.